# アーサー・ダンケル
アーサー・ダンケル（Arthur Dunkel、1932年8月26日 - 2005年6月8日）は、スイスの行政官。1980年から1993年までGATT事務局長を務めた。ジュネーヴの国際研究大学院を修了。
GATT ウルグアイ・ラウンド交渉において積極的に活動した貢献は、交渉妥結に不可欠であった。当初の1990年末とされていた交渉期限が過ぎ、妥結の見通しが立っていなかった1991年12月、率先してダンケル・テキストをまとめた。このテキストは交渉結果をまとめており、合意に至っていなかった問題に対する調停策を提供していた。アメリカ合衆国とインドがダンケル・テキストの変更について交渉を続けたが、農業分野でわずかな修正がなされただけだった。ダンケル・テキストの内容は受け入れられ、世界貿易機関 (WTO) の設立につながった。